# Форж (Мен и Лоара)
Форж (фр. Forges) насеље је и општина у западној Француској у региону Лоара, у департману Мен и Лоара која припада префектури Сомир.
По подацима из 2011. године у општини је живело 262 становника, а густина насељености је износила 29,08 становника/km². Општина се простире на површини од 9,01 km². Налази се на средњој надморској висини од 109 метара (максималној 109 m, а минималној 54 m).

## Демографија
| 1962. | 1968. | 1975. | 1982. | 1990. | 1999. | 2011. |
| ----- | ----- | ----- | ----- | ----- | ----- | ----- |
| 176   | 178   | 181   | 185   | 201   | 197   | 262   |

График промене броја становника у току последњих година